# Thomas D’Alesandro Jr.
Thomas D’Alesandro Jr. (ur. 1 sierpnia 1903, zm. 23 sierpnia 1987) – amerykański polityk pochodzenia włoskiego, członek Partii Demokratycznej. 

## Życiorys
W latach 1939–1947 był przedstawicielem trzeciego okręgu wyborczego w stanie Maryland w Izbie Reprezentantów Stanów Zjednoczonych. W latach 1947–1959 był burmistrzem miasta Baltimore.
Jest ojcem Nancy Pelosi.